# قهه
قهه روستایی از توابع  شهرستان دهاقان  و در  بخش مرکزی شهرستان دهاقان در استان اصفهان ایران است. این روستا در ۲۲ کیلومتری شمال شهرستان دهاقان و ۲۵ کیلومتری شهرضا قرار دارد.

## جمعیت
در سرشماری مرکز آمار ایران در سال ۱۳۸۵، جمعیت آن ۱٬۰۱۱ نفر (۳۱۶خانوار) بوده‌است. پنج سال بعد این میزان جمعیت به 950 نفر کاهش یافت و در آخرین سرشماری انجام گرفته (1395) نیز این سکونتگاه دارای 784 نفر جمعیت (398 مرد و 386 زن) در قالب 264 خانوار می‌باشد.